# Sangiaccato di Kavala
Il sangiaccato di Kavala (in turco ottomano: Sancak-i/Liva-i Kavala; in greco λιβάς/σαντζάκι Καβάλας?) era una provincia ottomana di secondo livello (sangiaccato/sanjak o liva) che comprendeva la regione intorno alla città portuale di Kavala (oggi in Grecia) nella Macedonia orientale.

## Storia
La città cadde probabilmente in mani ottomane nel 1383 circa, poco dopo la caduta di Serres. Nel XV secolo, la regione di Kavala era nota per la sua produzione di cereali e seta, ma soprattutto per le sue miniere d'argento.
Il sangiaccato è attestato da Leunclavius nel 1588, e ancora nel settimo volume dei libri di viaggio di Evliya Çelebi come provincia dell'Eyalet dell'Arcipelago, ma nel quinto volume della stessa opera è citata semplicemente come capitanato del sangiaccato di Gallipoli. Al tempo della visita di Evliya Çelebi, comprendeva 12 ziamet e 235 timar ed era suddiviso in sette kaza.
Nel XVIII secolo e nella prima metà del XIX secolo, Drama era un sangiaccato dell'Eyalet di Rumelia; le sue entrate erano solitamente concesse al pascià di Salonicco, che governava il sangiaccato tramite un agente fiscale (mütesellim). Con le riforme amministrative del 1864, il sangiaccato fu abolito e incorporato nel sangiaccato di Drama, facente parte del Vilayet di Salonicco. Drama rimase il centro di una kaza nella nuova provincia.